# 2019年奥戈萨古袭击事件

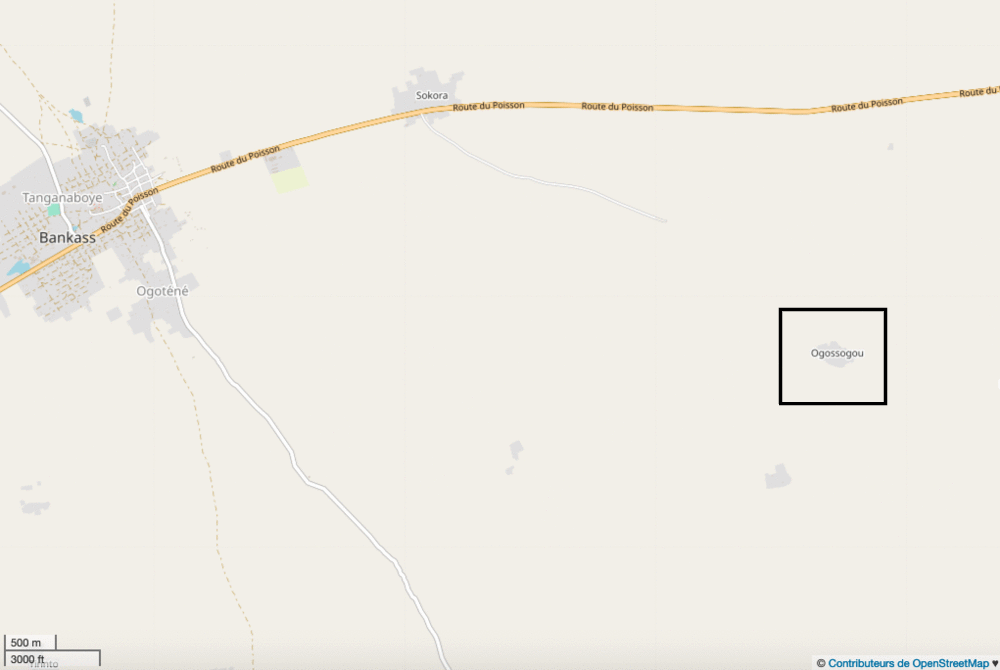
奥戈萨古村（矩形方框内）位于邦卡斯市以东几公里处（地图左边）

2019年奥戈萨古襲擊事件，又称奥戈萨古大屠杀（法語：Massacre d'Ogossagou），发生于2019年3月23日，袭击地点在马里中部莫普提区靠近布基纳法索边境的邦卡斯市附近村庄。袭击者袭击村民，并焚烧房屋，杀死了至少160名富拉尼牧民。此次暴力事件发生在马里政府镇压该国伊斯兰恐怖组织之后。奥戈萨古（Ogossagou）和韦林加拉（Welingara）两个村庄受到了重创。这是自2013年法国出兵协助马里平叛以来，马里死伤最惨重的袭击事件。

## 背景
近年来，马里中部地区不断发生部族冲突，这些冲突主要发生在游牧部族富拉尼人与从事农耕的班巴拉人和多贡人之间。
多贡人在马里中部生活了几个世纪，作为定居的农民，他们的生活基本上是传统的。而另一方面，许多富拉尼人是半游牧的牧民，他们在西非大范围迁徙。农民和牧民之间在资源问题上的摩擦由来已久，但自从2012年马里北部的伊斯兰激进分子起义以来，他们之间的冲突不断加剧。富拉尼是一个以穆斯林为主的民族，被指控与伊斯兰起义有联系。但富拉尼人亦指责多贡人对他们进行攻击。

## 疑犯
據路透社报道，图阿雷格部族武装为此次袭击发动者。
根据马里当地官员的说法，袭击是由持枪械和砍刀的多贡猎人进行的。

## 各方反应
联合国秘书长安东尼奥·古特雷斯得知此事表示震惊和愤慨，并呼吁马里政府立即展开调查，将罪犯其绳之以法。
马里总统易卜拉欣·布巴卡尔·凯塔于3月24日召开内阁紧急会议，讨论此次袭击事件，解除了多名军方高级领导人职务，解散了多贡人民兵团体“向上帝倾诉的猎人”。

## 后续
2019年3月30日，马里拘留了5名疑似袭击者，此前他们被视为袭击幸存者。
2019年6月10日，马里多贡人村庄Sobane-Kou遭到了富拉尼牧民的袭击。据报道，这次袭击造成将近100名多贡人死亡，此次袭击可能为对个月前袭击事件的报复。